# From Zero to Hero
From Zero to Hero ist ein Lied der deutschen Sängerin Sarah Connor, das erstmals am 7. März 2005 veröffentlicht wurde. Das von Robert Teigeler und Kai Diener geschriebene Lied erreichte in Deutschland, der Schweiz und Österreich die Charts und ist ihr fünfter Nummer-eins-Hit. Das Lied ist auf Connors Album Naughty but Nice enthalten und die Titelmelodie des Films Robots, in dem sie auch eine Figur synchronisierte.
Das Lied war der Titelsong des Red Nose Day 2005.

## Titelliste
2-Track-Single
1. From Zero to Hero (Single Version) – 3:45
2. From Zero to Hero (I-Wanna-Funk-with-You-Radio Cut) – 4:01

Maxi-Single
1. From Zero to Hero (Single Version) – 3:45
2. From Zero to Hero (I-Wanna-Funk-with-You-Radio Cut) – 4:01
3. From Zero to Hero (I-Wanna-Funk-with-You-Extended Version) – 5:47
4. When a Woman Loves a Man – 4:31

## Kommerzieller Erfolg

### Chartplatzierungen
| ChartsChartplatzierungen | Höchstplatzierung | Wochen |
| ------------------------ | ----------------- | ------ |
| Deutschland (GfK)        | 1 (17 Wo.)        | 17     |
| Österreich (Ö3)          | 2 (25 Wo.)        | 25     |
| Schweiz (IFPI)           | 5 (19 Wo.)        | 19     |

| ChartsJahrescharts (2005) | Platzierung |
| ------------------------- | ----------- |
| Deutschland (GfK)         | 15          |
| Österreich (Ö3)           | 23          |
| Schweiz (IFPI)            | 38          |

### Auszeichnungen für Musikverkäufe
| Land/Region        | Auszeichnungen für Musikverkäufe (Land/Region, Auszeichnung, Verkäufe) | Verkäufe |
| ------------------ | ---------------------------------------------------------------------- | -------- |
| Deutschland (BVMI) | Gold                                                                   | 150.000  |
| Insgesamt          | 1× Gold ·                                                              | 150.000  |